# 蓝色托利
蓝色托利（Blue Tory）是主张自由市场或经济自由主义政策的加拿大保守派。该术语适用于现代加拿大保守党和各省进步保守党的成员，以及历史上加拿大进步保守党、加拿大改革党和加拿大联盟的成员。在当代语言中，蓝色托利党有时被描述为“真正的蓝色保守党”。

## 历史
20世纪60年代之前，蓝色托利多是蒙特利尔和多伦多的商业精英，他们在进步保守党内担任有影响力的职务。自70年代中期以来，他们深受自由意志主义运动和美国保守主义的个人主义本质的影响。蓝色保守党倾向于支持以市场为导向的经济政策，例如将联邦权力下放给省政府、减少政府在经济中的作用、减少税收以及类似的主流市场自由主义理想。 他们还主张自力更生、个人责任、个人自由和自由，因此不一定支持社会保守主义。